# Portada/article setembre 30

## Vincent van Gogh
Vincent Willem van Gogh (Zundert, 30 de març de 1853 – Auvers-sur-Oise, 29 de juliol de 1890) fou un pintor postimpressionista neerlandès, autor d'uns 900 quadres (27 d'ells autoretrats) i uns 1.600 dibuixos. A més, va deixar 800 cartes, 650 d'elles adreçades al seu germà petit, Theo van Gogh. La figura central, a la vida de Van Gogh, fou aquest seu germà, que contínuament i desinteressadament li va donar suport financer. La gran amistat que tota la vida els va unir es troba documentada en les nombroses cartes que es van intercanviar a partir de l'agost de 1872. Van Gogh fou un pioner de l'expressionisme.